# James Posey
James Mikely Mantell Posey, Jr. (Cleveland, Ohio, 13 de enero de 1977) es un exjugador y entrenador de baloncesto estadounidense que disputó 12 temporadas en la NBA. Con 2,03 metros de altura jugaba en la posición de alero.

## Trayectoria deportiva

### Universidad
Jugó durante tres temporadas muy cerca de su hogar, en la Universidad de Xavier de Ohio. Allí promedió 15,3 puntos y 8,4 rebotes, adelantando un año su paso a profesionales.

### Profesional
Fue elegido por los Denver Nuggets en la decimoctava posición del Draft de la NBA de 1999. En su primera temporada fue elegido en el segundo mejor quinteto de rookies del año, tras promediar 8,2 puntos y 3,9 rebotes por partido. 
Estuvo durante 3 temporadas y media en Denver, para que en diciembre de 2002 se viera envuelto en un traspaso múltiple a tres bandas con Philadelphia 76ers y Houston Rockets, equipo este último en el que acabó jugando. 
Tras acabar la temporada con los Rockets, firmó como agente libre por los Memphis Grizzlies, donde estuvo dos años, y de nuevo se vio inmerso en otro traspaso múltiple, en este caso, el mayor de la historia de la NBA, con hasta 13 jugadores y 5 equipos implicados, yendo a parar a Miami Heat. En su primer año en Florida, colaboró con 7,2 puntos y 4,8 rebotes en consecución de su primer título de Campeón de la NBA. Su segunda temporada se ha saldado con unas cifras similares.
El 26 de agosto de 2007 llegó a un acuerdo como agente libre con Boston Celtics por dos temporada, con opción de salir del contrato después de la primera.
El 17 de julio de 2008 firma un contrato como agente libre con New Orleans Hornets por cuatro temporadas y 25 millones de dólares.
En agosto del 2010 es transferido a Indiana Pacers en un cambio que involucró a 4 equipos (Indiana, New Orleans, New Jersey y Houston) llegando en su lugar Trevor Ariza a New Orleans.

### Entrenador
En septiembre de 2013, fue contratado como técnico asistente de Canton Charge de la NBA Development League.
El 19 de agosto de 2014, firmó con Cleveland Cavaliers como técnico asistente. En su segunda temporada, consiguieron el campeonato NBA. Se mantuvo en el cuerpo técnico hasta 2019.

## Estadísticas de su carrera en la NBA
|  | Denota temporada en la que fue Campeón de la NBA |

### Temporada regular
| Año     | Equipo      | PJ  | PT  | MPP  | %TC  | %3P  | %TL  | RPP | APP | ROB | TPP | PPP  |
| ------- | ----------- | --- | --- | ---- | ---- | ---- | ---- | --- | --- | --- | --- | ---- |
| 1999-00 | Denver      | 81  | 77  | 25.3 | .429 | .373 | .800 | 3.9 | 1.8 | 1.2 | .4  | 8.2  |
| 2000-01 | Denver      | 82  | 82  | 27.5 | .412 | .300 | .816 | 5.3 | 2.0 | 1.1 | .5  | 8.1  |
| 2001-02 | Denver      | 73  | 63  | 30.7 | .376 | .283 | .793 | 5.9 | 2.5 | 1.6 | .5  | 10.7 |
| 2002-03 | Denver      | 25  | 24  | 34.9 | .373 | .273 | .843 | 5.8 | 3.1 | 1.2 | .2  | 14.1 |
| 2002-03 | Houston     | 58  | 47  | 28.4 | .439 | .326 | .826 | 4.8 | 1.8 | 1.3 | .2  | 9.3  |
| 2003-04 | Memphis     | 82  | 82  | 29.9 | .478 | .386 | .830 | 4.9 | 1.5 | 1.7 | .5  | 13.7 |
| 2004-05 | Memphis     | 50  | 18  | 27.6 | .357 | .309 | .865 | 4.4 | 1.8 | 1.0 | .5  | 8.1  |
| 2005-06 | Miami       | 67  | 63  | 28.6 | .403 | .403 | .787 | 4.8 | 1.3 | .8  | .3  | 7.2  |
| 2006-07 | Miami       | 71  | 19  | 27.0 | .431 | .375 | .827 | 5.0 | 1.3 | 1.0 | .3  | 7.7  |
| 2007-08 | Boston      | 74  | 2   | 24.6 | .418 | .380 | .809 | 4.4 | 1.5 | 1.0 | .3  | 7.4  |
| 2008-09 | New Orleans | 75  | 0   | 28.5 | .412 | .369 | .822 | 4.8 | 1.1 | .8  | .3  | 8.9  |
| 2009-10 | New Orleans | 77  | 2   | 22.5 | .365 | .335 | .825 | 4.3 | 1.5 | .5  | .2  | 5.2  |
| 2010-11 | Indiana     | 49  | 0   | 17.1 | .336 | .316 | .733 | 3.0 | .7  | .5  | .1  | 4.9  |
| Total   | Total       | 864 | 479 | 26.9 | .410 | .349 | .820 | 4.7 | 1.6 | 1.1 | .3  | 8.6  |

### Playoffs
| Año   | Equipo      | PJ | PT | MPP  | %TC  | %3P  | %TL   | RPP | APP | ROB | TPP | PPP  |
| ----- | ----------- | -- | -- | ---- | ---- | ---- | ----- | --- | --- | --- | --- | ---- |
| 2004  | Memphis     | 4  | 4  | 32.5 | .405 | .167 | .905  | 5.5 | 1.0 | 2.3 | .5  | 12.5 |
| 2005  | Memphis     | 4  | 0  | 25.0 | .440 | .467 | .769  | 3.3 | 1.0 | .5  | .3  | 9.8  |
| 2006  | Miami       | 22 | 1  | 27.5 | .430 | .422 | .730  | 5.7 | .9  | .8  | .1  | 7.3  |
| 2007  | Miami       | 4  | 1  | 34.8 | .385 | .316 | 1.000 | 7.8 | 1.5 | 2.0 | 1.3 | 7.8  |
| 2008  | Boston      | 26 | 0  | 22.0 | .437 | .398 | .875  | 3.6 | 1.1 | 1.0 | .3  | 6.7  |
| 2009  | New Orleans | 5  | 0  | 24.6 | .375 | .263 | .846  | 6.2 | .6  | .6  | .0  | 11.4 |
| Total | Total       | 65 | 6  | 25.7 | .421 | .387 | .831  | 4.8 | 1.0 | 1.0 | .3  | 7.9  |